# Khamid-Bek
Khamid-Bek er en landsby i Shamakhi Rayon i Azerbajdsjan.
Landsbyen er mistænkt for at have undergået navneskifte eller ikke længere at eksistere, da intet azerbajdsjansk website nævner nogen landsby ved navn Khamid-Bek.